# Mil años luz
"Mil años luz" é o primeiro single promocional do álbum de estreia da cantora argentina Lali Espósito, sendo o terceiro do álbum. Já havia sido lançado em formato de download digital junto com o álbum completo em 2013, porém foi reconhecido como single promocional apenas em novembro de 2014.

## Divulgação
A divulgação do single foi feita através de uma apresentação ao vivo que Lali realizou em um programa na Argentina, reconhecendo-o como um single para promocionar o álbum.

## Apresentações ao vivo
A primeira apresentação do single foi no dia do seu lançamento e reconhecimento em rede nacional, no programa da Susana Gimenéz. A segunda apresentação se deu na estréia da nova temporada do programa Showmatch na Argentina, fazendo uma performance que chamou atenção de críticos, jornalistas e periodistas de todos os meios de comunicação. A terceira apresentação se deu quando o performou na cerimônia do maior prêmio da música na Argentina, os Prêmios Gardel 2015.

## Vídeo musical
Por ser um single promocional, Lali decidiu não gravar um videoclipe próprio para o single, porém ela lançou uma versão "live" que se trata de uma performance ao vivo durante um show do A Bailar Tour em Buenos Aires, sendo lançado no dia 10 de fevereiro de 2015.

## Prêmios e indicações
| Ano  | Premiação                     | Categoria          | Resultado |
| ---- | ----------------------------- | ------------------ | --------- |
| 2015 | Kids' Choice Awards Argentina | Música favorita    | Venceu    |
| 2015 | Quiero Awards                 | Melhor coreografia | Indicado  |